# Песетень
Песетень, Песетені (рум. Păsăteni) — село у повіті Ботошані в Румунії. Входить до складу комуни Трушешть.
Село розташоване на відстані 380 км на північ від Бухареста, 25 км на схід від Ботошань, 85 км на північний захід від Ясс.

## Населення
За даними перепису населення 2002 року у селі проживала 131 особа, усі — румуни. Усі жителі села рідною мовою назвали румунську.